# José González (koszykarz)
José González (ur. 3 sierpnia 1914 w Valparaíso) – chilijski koszykarz, uczestnik Letnich Igrzysk Olimpijskich 1936. W pierwszej rundzie jego drużyna pokonała Turcję 30:16. W drugiej Chilijczycy pokonali Brazylię 23:18, jednak w rundzie trzeciej przegrali z Włochami (19:27). Wraz z kilkoma innymi reprezentacjami, Chile zajęło ex aequo 9. miejsce.